# Édouard Dujardin
Édouard Émile Louis Dujardin (Saint-Gervais-la-Forêt, 10 novembre 1861 – Parigi, 31 ottobre 1949) è stato uno scrittore, poeta e giornalista francese, precursore in letteratura della tecnica del flusso di coscienza, impiegata ampiamente nel suo romanzo I lauri senza fronde del 1888.

## Biografia
Dujardin nacque a Blois, una cittadina situata nella Loira, figlio unico di Alphonse Dujardin, capitano di Marina e di sua moglie Théophile. Frequentò le scuole superiori dapprima al lycée Corneille di Rouen, e poi al lycée Louis-le-Grand a Parigi. Nel 1886 divenne redattore della rivista La Revue Indépendante nella quale vennero pubblicati i suoi primi lavori, in particolare il suo romanzo I lauri senza fronde (1888). La sua partecipazione a questa rivista gli valse l'etichetta di "voce importante dei simbolisti" (Harry Ransom Humanities Research Center 2004).
Dopo la morte dei genitori, Dujardin unico erede delle fortune di famiglia, utilizzò parte dell'eredità ricevuta per la messa in scena dei suoi drammi Antonia (nel 1891) e Le Chevalier Du Passé (nel 1882).
Dujardin aveva gusti raffinati e molto costosi in fatto di abbigliamento, tanto da meritare l'appellativo di "Dandy"; era molto noto per la vita notturna nella Parigi scintillante di quegli anni. I suoi numerosi amori con attrici, modelle ed altre affascinanti signore della società mondana erano molto chiacchierati; si dice che abbia avuto molte amanti, ad alcune delle quali provvedeva economicamente.
Il suo frivolo stile di vita lo portò presto a dilapidare le sue fortune; per questa ragione si dedicò a investimenti immobiliari e nel gioco d'azzardo, prestando la sua opera anche a società di pubblicità.
Nel 1885 Dujardin e Théodor de Wyzewa lanciarono la Revue wagnérienne, seguendo le orme di Félix Fénéon e della sua La Revue Indépendante che aveva fatto la sua apparizione sulla scena l'anno prima. Nel 1886 Dujardin e Fénéon unirono le forze sotto il nome di una rinnovata Revue Indépendante.  Una delle novità fu che la Revue cominciò ad organizzare mostre.
Dujardin sposò la bella Germaine nel 1893 e si separarono nel 1901. Non divorziarono fino al 1924 quando l'autore sposò Marie Chenou, di 30 anni più giovane. Ebbe due figli e visse serenamente fino all'età di 88 anni. Si spense il 31 ottobre 1949.
La sua attività letteraria fu imponente; le sue opere sono numerose e comprendono lavori teatrali, versi e romanzi. Dujardin produsse inoltre saggi di critica letteraria e di ambito sociale. Édouard Dujardin è ritenuto l'inventore del monologo interiore, la tecnica che sarà perfezionata tredici anni dopo da Arthur Schnitzler ne Il sottotenente Gustl (1900) e più tardi, nel 1922, da James Joyce, che aveva studiato a fondo Les Lauriers, nell'Ulisse. L'attività principale, quella di giornalista, valse a Dujardin numerosi problemi con le autorità, fra cui anche l'accusa di tradimento per la quale, tuttavia, non fu mai condannato.

## Opere

### Commedie
- Le Chevalier Du Passé (1882)
- Antonia (1891)
- Marthe e Marie (1912)

### Romanzi ed altri lavori
- Les Lauriers sont coupés (1888); 
  - I lauri senza fronde, Einaudi, torino 1975; Asterios, Trieste, 2008
- The Source of the Christian Tradition: A Critical History of Ancient Judaism (1911)
- The Bays are Sere
- Interior Monologue
- Mallarmé par un des siens
- Ancient History of the God Jesus